# Narciso (nome)
Narciso  è un nome proprio di persona italiano maschile.

## Varianti
- Maschili: Narcisio[3][4], Narcisso[4]
- Femminili: Narcisa[3][4][7], Narcisia[4], Narcissa[4]

### Varianti in altre lingue
Maschili
- Basco: Narkis[8]
- Catalano: Narcís[2][8]
- Ceco: Narcis
- Francese: Narcisse[2][5]
- Greco antico: Ναρκισσος (Narkissos)[1][2][3]
- Inglese: Narcissus[5]
- Latino: Narcissus[1][2][3], Narcisus[1]
- Polacco: Narcyz[2]
- Portoghese: Narciso[2][5]
- Rumeno: Narcis
- Russo: Нарцисс (Narciss)
- Serbo: Нарцис (Narcis)
- Sloveno: Narcis
- Spagnolo: Narciso[2][5][8]
- Ungherese: Narcisszusz

Femminili
- Azero: Nərgiz[7]
- Baschiro: Нәркәс (Narkas)[7]
- Bengalese: নার্গিস (Nargis)[7]
- Francese: Narcisse[7]
- Inglese: Narcissa[5]
- Latino: Narcissa[7]
- Kirghiso: Наргиза (Nargiza)[7]
- Persiano: نرگس (Narges)[7]
- Portoghese: Narcisa[7]
- Rumeno: Narcisa[7]
- Spagnolo: Narcisa[7]
- Tagico: Наргис (Nargis)[7]
- Turco: Nergis[7]
- Urdu: نرگس (Nargis)[7]
- Uzbeco: Наргиза (Nargiza)[7]

## Origine e diffusione

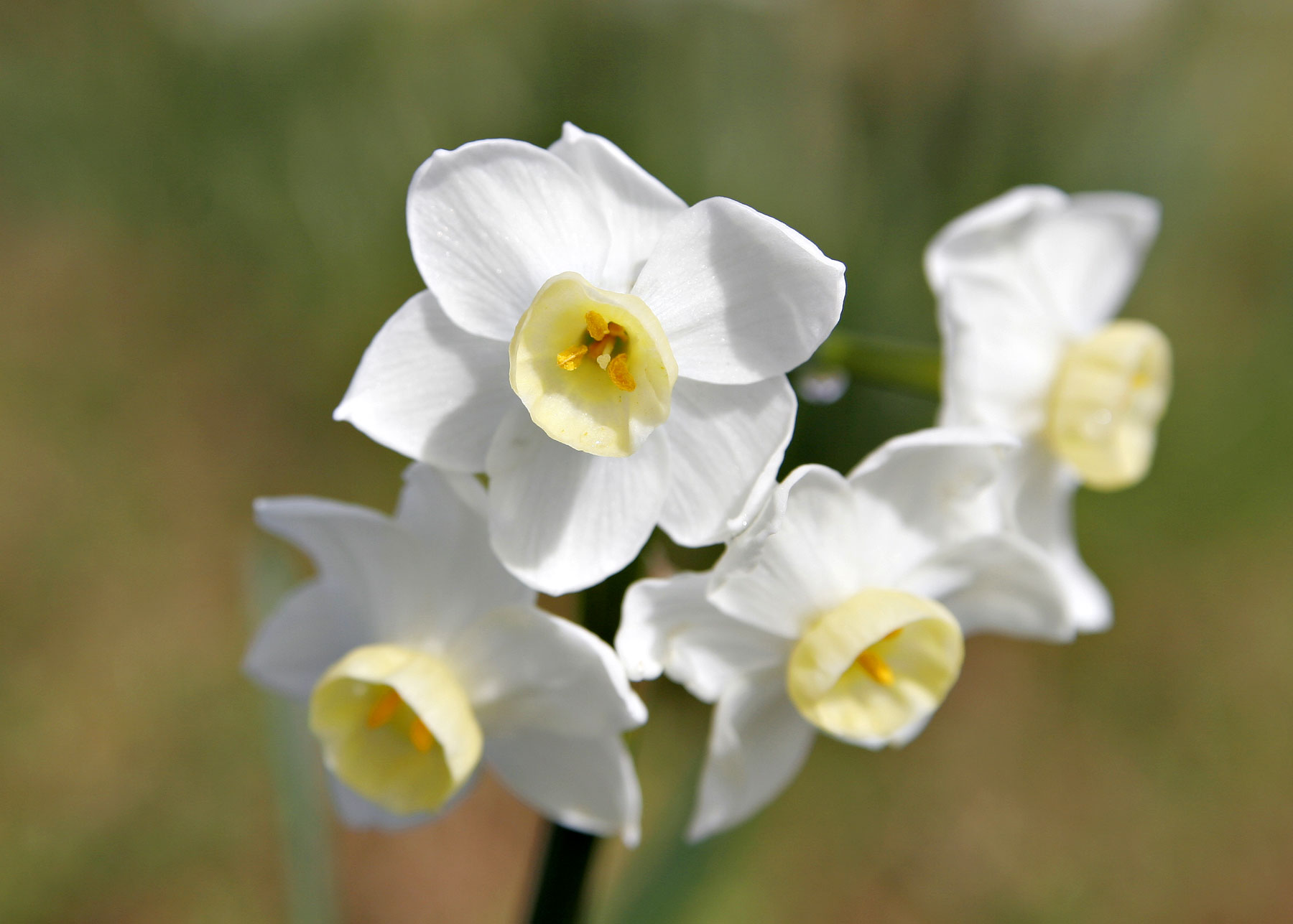
Fiori di narciso

Deriva da Narcisus, una variante poco frequente del latino Narcissus, a sua volta dal greco Ναρκισσος (Narkissos); così come avviene oggi, anche tra gli elleni il nome richiamava chiaramente un fiore (in greco ναρκισσος, narkissos), ma mentre in italiano moderno si tratta del narciso (Narcissus), in greco era forse un tipo di iris o di giglio. Etimologicamente, ναρκισσος viene spesso rincodotto a ναρκη (nárkē, "sonno", "torpore", da cui anche il vocabolo "narcotico"); questa è però un'antica paretimologia, legata anche al fatto che la pianta era usata per produrre sedativi e ipnotici: il termine ha invece origini pregreche non decifrabili.
Il nome è portato da un celebre personaggio della mitologia greca, Narciso, giovane tanto bello quanto vanesio, trasformato alla sua morte proprio nel fiore (da lui viene il termine "narcisismo"). Si diffuse ampiamente tra gli schiavi, i liberti e i cristiani in età imperiale; venne così portato da alcuni fra i primi santi, incluso un patriarca di Gerusalemme, e appare brevemente anche nel Nuovo Testamento (Ro 16:11). La sua diffusione è proseguita, almeno in ambienti cristiani, grazie al culto dei vari santi così chiamati; non è però trascurabile una ripresa rinascimentale o moderna della figura mitologica, specialmente di matrice letteraria.
In Italia, è diffuso prevalentemente al Centro e al Nord, specie in Toscana, mentre è poco frequente nel Sud.

## Onomastico
L'onomastico può essere festeggiato in memoria di più santi, alle date seguenti:
- 1º gennaio, san Narciso, martire in Africa[1][11]
- 2 gennaio, san Narciso, martire con i fratelli Argeo e Marcellino a Cori sotto Diocleziano[12]
- 18 marzo (o 29 ottobre), san Narciso, vescovo di Gerona o di Augusta, martire a Gerona sotto Diocleziano[1][11]
- 17 settembre, san Narciso, martire a Roma con san Crescenzio[1][11]
- 29 ottobre (7 agosto per la Chiesa ortodossa), san Narciso, patriarca di Gerusalemme[1][6][8][11][12]
- 31 ottobre, san Narciso, studente spirituale di san Paolo, vescovo di Atene, martire a Roma[1][11]
- 8 dicembre, santa Narcisa di Gesù Martillo y Moràn, terziaria domenicana[12]
- 25 dicembre, san Narciso, martire a Cordova[1]

Con lo stesso nome si ricordano inoltre i seguenti beati:
- 19 marzo, beato Narcyz Jan Turchan, sacerdote dell'ordine dei frati minori, martire a Dachau[11][12]
- 9 agosto, beato Narciso Sitjà Basté, sacerdote, martire a Barcellona[12]
- 22 agosto, beato Narciso de Esténaga y Echevarría, vescovo, martire a Ciudad Real[12]
- 15 ottobre, beato Narciso Basté Basté, sacerdote gesuita, martire a Valencia[12]
- 5 dicembre, beato Narcyz Putz, sacerdote, martire a Dachau[11][12]

## Persone

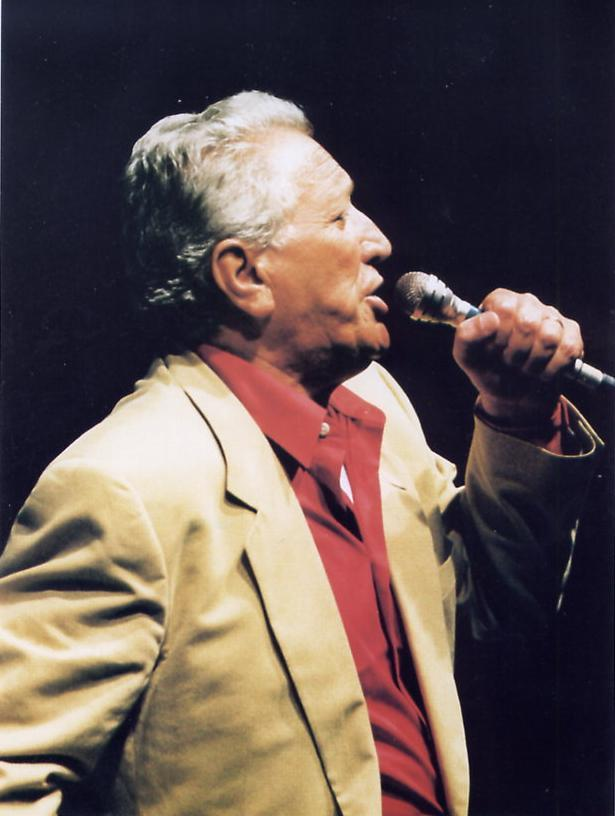
Narciso Parigi

Narciso Soldan

- Narciso, liberto, segretario (praepositus ab epistulis) dell'imperatore Claudio
- Narciso, patriarca di Gerusalemme
- Narciso Bronzetti, patriota italiano
- Narciso Doval, calciatore argentino
- Narciso Ibáñez Serrador, regista uruguaiano naturalizzato spagnolo
- Narciso Jubany Arnau, cardinale e arcivescovo cattolico spagnolo
- Narciso López, generale e patriota venezuelano
- Narciso Mina, calciatore ecuadoriano
- Narciso Parigi, cantante e attore italiano
- Narciso Feliciano Pelosini, avvocato e politico italiano
- Narciso Pezzotti, calciatore e allenatore italiano di calcio
- Narciso Riet, Testimone di Geova italiano
- Narciso Rodriguez, stilista statunitense
- Narciso Soldan, allenatore di calcio e calciatore italiano
- Narciso Yepes, chitarrista spagnolo

### Variante Narcisse

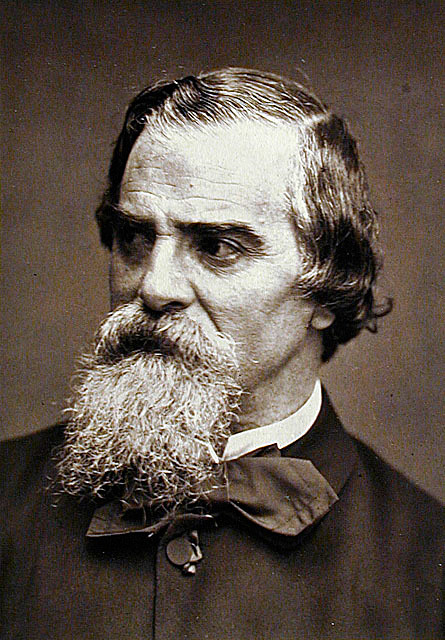
Narcisse Diaz

- Narcisse-Achille de Salvandy, politico francese
- Narcisse Diaz, pittore francese
- Narcisse Ekanga, calciatore camerunese naturalizzato equatoguineano
- Narcisse Théophile Patouillard, micologo francese
- Narcisse Yaméogo, calciatore burkinabè

### Altre varianti maschili
- Narcisso (II secolo d.C.), atleta romano, assassino dell'imperatore Commodo.
- Narcis Coman, calciatore rumeno
- Narcís de Carreras, avvocato e dirigente sportivo spagnolo
- Narcís Julià, allenatore di calcio e calciatore spagnolo

### Varianti femminili
- Narcisa di Gesù Martillo y Moràn, religiosa ecuadoriana
- Nərgiz Birk-Petersen, conduttrice televisiva azera naturalizzata danese
- Nargis Fakhri, attrice statunitense
- Narges Mohammadi, attivista iraniana

## Il nome nelle arti
- Narciso è un personaggio del romanzo del 1930 di Hermann Hesse Narciso e Boccadoro.
- Narciso Annasui é un personaggio del manga  Le bizzarre avventure di JoJo.
- Narcissa Malfoy è un personaggio della serie di romanzi e film Harry Potter, creata da J. K. Rowling.